# دود (فیلم)
دود (انگلیسی: Smoke) فیلمی به کارگردانی وین وانگ و پل استر است که در سال ۱۹۹۵ منتشر شد.

## بازیگران
- هاروی کایتل
- جیانکارلو اسپوزیتو
- ژوزه زونیگا
- جرد هریس
- ویلیام هرت
- هارولد پرینوا
- ویکتور آرگو
- فارست ویتاکر
- اشلی جاد
- استوکارد چنینگ
- اریکا گیمپل